# Sport à Boston
 (août 2011).
Si vous disposez d'ouvrages ou d'articles de référence ou si vous connaissez des sites web de qualité traitant du thème abordé ici, merci de compléter l'article en donnant les références utiles à sa vérifiabilité et en les liant à la section « Notes et références ».

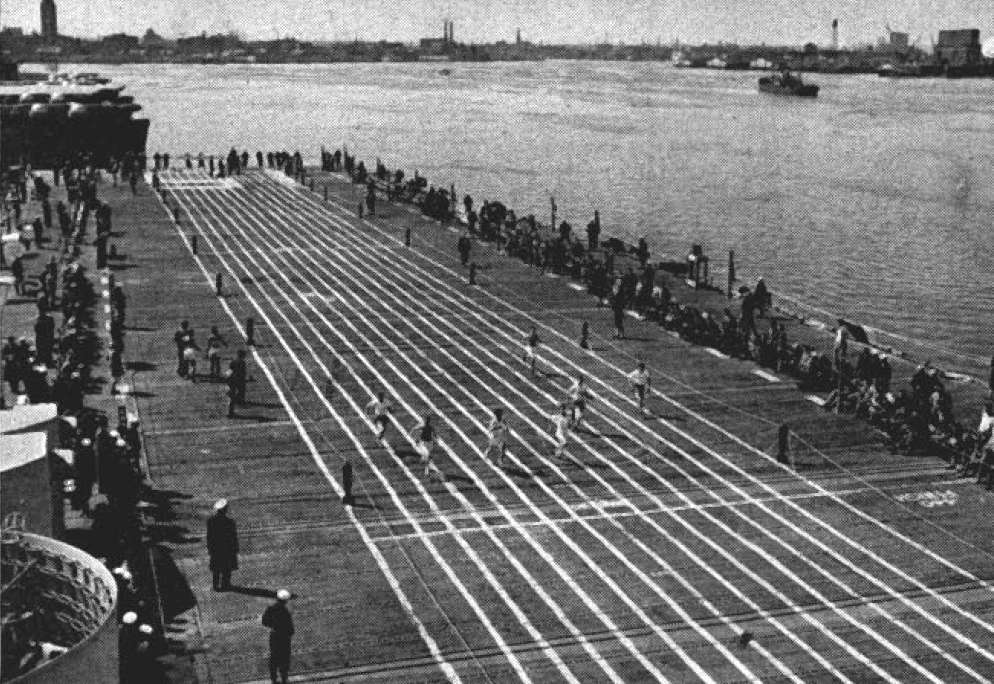
Photo d'une piste de course à pied destinée aux étudiants de Boston, installée sur le pont d'un porte-avion en 1947.

Le sport à Boston est actuellement dominé par quatre grandes franchises professionnelles : les Red Sox de Boston qui évoluent en Ligue majeure de baseball depuis 1901, les Bruins de Boston, franchise de la LNH depuis 1924, les Celtics de Boston, sociétaires de la NBA depuis 1946 et les Patriots de la Nouvelle-Angleterre de la NFL depuis 1959. Outre ces quatre grands, les New England Revolution (Major League Soccer), les Cannons de Boston (Major League Lacrosse) et les universitaires d'Harvard Crimson, des Boston College Eagles, les Boston University Terriers et les Huskies de Northeastern évoluent également à Boston.

## Les principales compétitions sportives se tenant à Boston
- Marathon de Boston, marathon en ville (depuis 1897)

## Les principales installations sportives de Boston

### Stades
- South End Grounds, stade de baseball (1871-1914)
- Congress Street Grounds, stade de baseball (fin XIXe siècle)
- Huntington Avenue Grounds, stade de baseball (1900-1911)
- Harvard Stadium, stade de football américain universitaire (depuis 1903)
- Fenway Park, stade de baseball (depuis 1912)
- Braves Field, stade de baseball (1915-1952)
- Nickerson Field, stade de baseball et de football américain universitaire (1915-1955)
- Alumni Stadium, stade de football américain universitaire (depuis 1957)
- Foxboro Stadium, stade de football américain (1971-2002)
- Gillette Stadium, stade de football américain (depuis 2002)

### Salles
- Matthews Arena, salle de basket-ball et patinoire de hockey sur glace universitaire (depuis 1909)
- Boston Garden, salle de basket-ball et patinoire de hockey sur glace (1928-1998)
- Conte Forum, patinoire de hockey sur glace et salle de basket-ball universitaire (depuis 1988)
- TD Garden, salle de basket-ball et patinoire de hockey sur glace (depuis 1995)
- Agganis Arena, patinoire de hockey sur glace universitaire (depuis 2005)

### Divers
- The Country Club, parcours de golf (depuis 1882)
- Tennis and Racquet Club (en), courts de tennis (depuis 1902)
- Suffolk Downs, hippodrome (depuis 1935)

## Les principaux clubs sportifs basés à Boston

### Baseball
- Braves de Boston (anciennement Reds puis Beaneaters ; Aujourd'hui Braves d'Atlanta), MLB (1871-1952)
- Reds de Boston American Association (1891)
- Red Sox de Boston (anciennement Americans et Somersets, MLB (depuis 1901)
- Royal Giants de Boston, Negro League (années 1930 et 1940)

### Basket-ball
- Whirlwinds de Boston, American Basketball League (1925-1926)
- Trojans de Boston, American Basketball League (1934-1935)
- Celtics de Boston, NBA (depuis 1946)
- United Eagles de Boston, ABA (depuis 2007)

### Basketball féminin
- x

### Crosse
- Blazers de Boston, National Lacrosse League (1992-1998)
- Cannons de Boston, Major League Lacrosse (depuis 2001)

### Football
- Oneida Football Club (1861-1870)
- Wonder Workers de Boston, American Soccer League (1924-1930)
- Beacons de Boston, NASL (1968)
- Astros de Boston, American Soccer League (1969-1975)
- Minutemen de Boston, NASL (1974-1976)
- Bolts de Boston, American Soccer League (1988-1990)
- Bulldogs de Boston, United Soccer Leagues (1996-2001)
- Revolution de la Nouvelle-Angleterre, Major League Soccer (depuis 1996)
- Breakers de Boston, WUSA (2001-2003), WPS (depuis 2009)

### Football américain
- Maroons de Boston, NFL (1929)
- Yanks de Boston, NFL (1944-1949)
- Patriots de la Nouvelle-Angleterre, AFL puis NFL (depuis 1959)
- Breakers de Boston, USFL (1983)

### Hockey sur glace
- Bruins de Boston, LNH (depuis 1924)
- Braves de Boston, Ligue américaine de hockey (1971-1974)

### Rugby à XV
- Mystic River Rugby Club New England Rugby Football Union (club fondé en 1974)
- Boston Irish Wolfhounds, Rugby Super League (club fondé en 1989)

### Tennis
- Lobsters de Boston, World Team Tennis (depuis 2006)

### Universitaire
- Eagles de Boston College, Atlantic Coast Conference NCAA
- Crimson d'Harvard, Ivy League NCAA
- Terriers de Boston, Patriot League NCAA
- Huskies de Northeastern, Colonial Athletic Association NCAA